# Gaëtan-Frédéric-Serge Charbonnier
Gaëtan-Frédéric-Serge Charbonnier, francoski general, * 1891, † 1955.